# Jean-Hérard Janssens
Pour les articles homonymes, voir Janssens.
Jean-Hérard Janssens (Maaseik, 7 décembre 1783 - Engis, 23 mai 1853) est un historien et écrivain ecclésiastique, partisan de la maison d'Orange-Nassau.

## Biographie
Après des études préparatoires à la prêtrise suivies à Rome, il enseigne au collège de Fribourg de 1809 à 1816, période pendant laquelle il rédige un traité critiquant l'herméneutique sacrée et en discute avec ses élèves.
À la demande de ceux-ci et de leurs collègues du séminaire de Liège où J.-H. Janssens est nommé professeur d'Écriture sainte et de théologie dogmatique, l'ouvrage est publié en 1818 et suscite une vive opposition car l'opinion de l'auteur, qui n'hésite pas à examiner les doctrines condamnées par l'Église et les fausses interprétations qui les fondent, est considérée comme hérétique.
Forcé à abandonner le professorat en 1823, J.-H. Janssens occupe la cure d'Engis jusqu'en 1828 où il accepte, malgré l'interdiction qui lui est faite par ses supérieurs, d'assumer la chaire de logique, anthropologie et métaphysique au Collège philosophique de Louvain, créé en juin 1825 par le roi Guillaume Ier des Pays-Bas dans l'optique d'instaurer pour le clergé un enseignement de qualité en philosophie et belle-lettres ; cette décision du roi avait été extrêmement mal accueillie par l'ensemble des catholiques qui mirent tout en œuvre pour contrer le projet.
En 1830, le Collège philosophique ayant disparu à la suite de la révolution belge, J.-H. Janssens revient à Engis et y rédige une histoire des Pays-Bas fort fouillée et référencée, et témoignant d'une grande hardiesse pour un prêtre catholique. Le livre fait aussitôt l'objet d'une critique violente rédigée par Pierre Kersten, dans le Journal historique et littéraire que celui-ci publie à Liège.

## Œuvre
- Hermeneutica sacra seu introductio in omnes et singulos libros sacra veteris et novi foedris, un isum proelectionum publicarum seminarii leodiensis
- Antwoord op de bedenkingen van Amandus a Santa Cruce, uit de Minerva, letterkundig tydschrift voor Godsdienst, wetenschappen en kunsten n° VIII, J.-J. Titeux, Maeseyck, 1822
- Histoire des Pays-Bas, depuis les tems anciens jusqu'à la création du royaume des Pays-Bas, en 1815 ; par l'Abbé J.-H. Janssens, ancien professeur d'exégèse, de théologie, d'histoire ecclésiastique, de philosophie, etc., Riga, Bruxelles, 1840.